# Brilliance BS4
El Brilliance BS4 es un sedán compacto de cuatro puertas producido por Brilliance Auto en la República Popular China, donde se le conoce como Zhonghua Junjie. El lanzamiento del coche estaba previsto en Alemania, el mercado automovilístico nacional más grande de Europa, en 2007. 
Tras los malos resultados de las pruebas de choque del modelo BS6 y los comentarios de la prensa posteriores, el lanzamiento en Occidente se pospuso en el último minuto y se esperaba que las ventas en Alemania comenzaran en el otoño de 2008, cuando se esperaba que la estructura del vehículo hubiera sido modificada para lograr mejores calificaciones en las pruebas de choque Europeas. Después de la modificación, obtuvo 0 estrellas.
El vehículo fue desarrollado en cooperación con Porsche y utilizó tecnología prestada de BMW. En 2008 se lanzó al mercado una camioneta familiar diseñada por Lowie Vermeersch. Debido a la caída de las ventas, el M2 y todas sus versiones se suspendieron en todas las regiones en 2014 y actualmente no existe un sucesor.
|                  |
| Zhonghua Showcar |

|                                   |
| The back of the Brilliance Junjie |

|                            |
| Brilliance Junjie Facelift |

|                            |
| Brilliance Junjie Facelift |

|                                                       |
| Brilliance BS4 in the 2006 China Circuit Championship |

|                                 |
| Brilliance Junjie Wagon (Front) |

|                                |
| Brilliance Junjie Wagon (Back) |

|                                        |
| Brilliance BS4 sedan in Germany (Back) |

|                                         |
| Brilliance BS4 sedan in Germany (Front) |

|                                       |
| Brilliance Junjie Wagon Cross (Front) |